# Hydros
En la cosmogonía órfica, hydros o Hydros (en griego clásico ὕδρος [hýdros]; en griego moderno: ὕδρος [hýdros]; en latín: hydrus, «agua») era un concepto filosófico comprendido como «las aguas primordiales». Ya existía en el albor de los tiempos como un principio similar al de los dioses primordiales. Tenía un carácter más abstracto y filosófico y menos mitológico.
(I) «La Teogonía órfica transmitida por Jerónimo y Helánico [...] dice así: desde el principio hubo agua y la materia de la que se cuajó la tierra, siendo estos los principios que supone los primeros [...] El principio único anterior a los dos lo pasa en silencio,  pues el hecho mismo de no decir nada de él muestra su carácter inefable». (II) Orfeo también afirma un origen primero a partir del agua. Fue en efecto el agua el principio de todas las cosas y del agua se formó el fango (limné)».
Este «principio único anterior a los dos» es identificado por la Thesis de Alcmán. Se cree que las fuentes indirectas que nos han transmitido el relato, Damascio y Atenágoras, habrían traducido los nombres míticos, de forma que «agua» y «barro» serían en el poema Océano y Gea o bien Océano y Tetis, pero estas atribuciones son conjeturales. Es más, Atenágoras deja claro que no se trata de dioses o seres primordiales sino de un solo concepto, agua cualificada, cargada de lo que se sedimentará más tarde en forma de tierra. Parece que el texto tiene huellas de la filosofía presocrática, tal y como Tales afirmó que el arjé era el agua; o la explicación de Anaxímenes en cuanto a que la materia primordial se puede modificar en términos de rarefacción y condensación; el limo primigenio también recuerda a las doctrinas de Anaximandro.

Del agua y la tierra, seres asexuados y elementales, y que no forman una pareja, se forma un primer ser con la forma de un dragón (drakon, «serpiente»), llamado Cronos o el Tiempo (Χρόνος) y cuya apariencia recuerda a Fanes:
«El tercer principio después de estos dos se originó de ellos, digo del agua y de la tierra, y fue un dragón dotado por naturaleza de cabezas añadidas, una de toro y otra de león, y en medio de ellas el rostro de un dios. Sobre sus hombros tenía alas y se llamaba Tiempo desconocedor de la vejez y Heracles».
Fuera de la cosmogonía griega nos encontramos dos paralelos de los que recibió influencias la doctrina órfica, como el Nun del mitología egipcia, el Apsu de mitología sumeria o la Danu de la mitología hindú.